# Buliciano
Buliciano è una località del comune italiano di Colle di Val d'Elsa, nella provincia di Siena, in Toscana.

## Storia
L'origine della borgata è controversa, per gli errori sui toponimi presenti in alcuni documenti del 1200 e del 1300. Comunque, si hanno notizie di una compravendita, datata 971 con cui Guinizo (che avrebbe ereditato dal padre Azzo, signore di Papaiano) cede ad Ugo II, marchese di Toscana, parte della corte di “Bulisiano” con la chiesa di San Giorgio.
Il geografo toscano Emanuele Repetti dedica una voce alla borgata (Pulicciano, Puliciano di Colle in Val d'Elsa) nel suo Dizionario geografico fisico storico della Toscana, in cui parla di una villa signorile, già castello con chiesa parrocchiale sotto la pieve dei Santi Ippolito e Cassiano. La villa signorile di proprietà della famiglia Luci di Firenze secondo il Repetti sarebbe posizionata sopra una collina rivestita di castagni e di querce.

## Monumenti e luoghi d'interesse
La chiesa di San Giorgio sarebbe quindi già esistente nel 971 ed è stata sottoposta alla Badia a Coneo: documenti in tal senso sono datati del XIV secolo. È oggi ridotta a deposito, ma conserva alcune delle strutture originarie, come la piccola monofora nella parte absidale. Il piccolo campanile a vela risale all'epoca medioevale.

## Galleria d'immagini

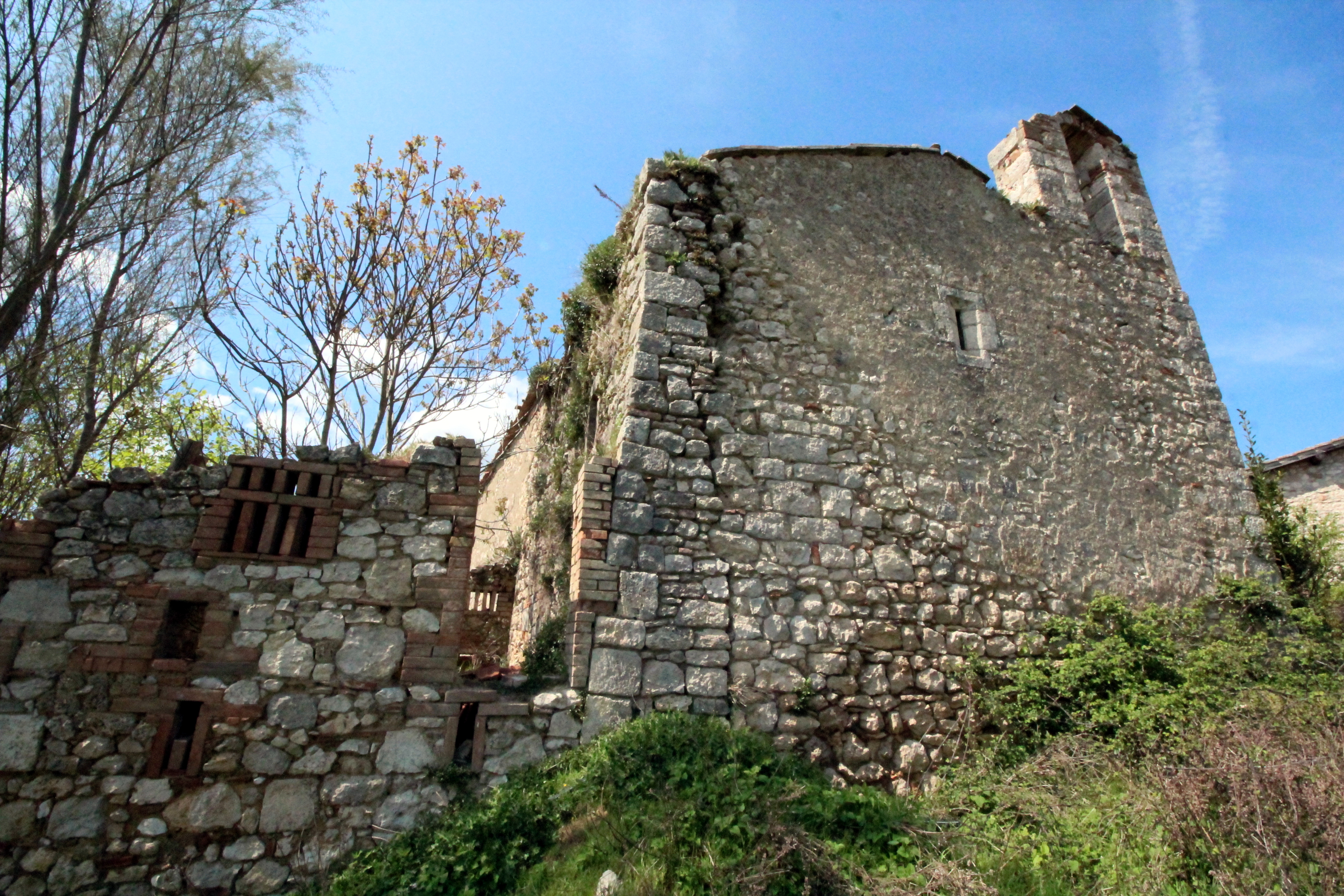
La chiesa di San Giorgio